# Ozyptila claveata
Ozyptila claveata (лат.) — вид пауков семейства Пауки-бокоходы (Thomisidae). Встречается в Палеарктике (Европа, Россия, Турция). Длина тела около 3 мм (самки от 3 до 4, самцы от 2 до 3 мм). Основная окраска коричневая с примесью белых и жёлтых отметин (просома одноцветная тёмная). Встречаются на влажных лугах. 
Голени первой пары ног вентрально с двумя парами шипов; волоски заострённые или булавовидные. Педипальпы самцов с тегулярным апофизом, эпигинум с чехлом. Первые две пары ног развернуты передними поверхностями вверх, заметно длиннее ног третьей и четвёртой пар. Паутину не плетут, жертву ловят своими видоизменёнными передними ногами.